# Jewel (album)
Jewel è il sesto album della cantante giapponese Beni, ed il terzo pubblicato dall'etichetta discografica Nayutawave Records. È stato pubblicato l'8 dicembre 2010. Il disco ha raggiunto l'undicesima posizione della classifica degli album più venduti in Giappone.

## Tracce
1. Jewel Intro
2. 2Face
3. Toki wo Tomete (トキヲトメテ)
4. Daisuki na no ni (大好きなのに)
5. Lovin' U
6. Heaven's Door
7. See U Again
8. First Time
9. Heartbreaker
10. Don't Let Go
11. Smile
12. Kimi to Nara (君となら)
13. Wasurenaide ne (忘れないでね)